# Cantor (månekrater)
Cantor er et nedslagskrater på Månen. Det befinder sig på den nordlige halvkugle på Månens bagside og er opkaldt efter de to tyskere: Matematikeren Georg Cantor (1845 – 1918) og matematikhistorikeren Moritz Cantor (1829 – 1920).
Navnet blev officielt tildelt af den Internationale Astronomiske Union (IAU) i 1970. 

## Omgivelser
Det gamle og stærkt eroderede H. G. Wellskrater ligger mod nordvest. Mod sydøst ligger Kidinnukrateret. Det omgivende område er stærkt mærket af mange små kratere. 

## Karakteristika
Cantorkraterets ydre rand har en tydelig hexagonal form, og det er lidt længere i retningen nord-syd. De indre vægge falder i adskillige terrasser, dog lidt mindre mod vest. Der er en lav central top i midten af kraterbunden.

## Satellitkratere
De kratere, som kaldes satellitter, er små kratere beliggende i eller nær hovedkrateret. Deres dannelse er sædvanligvis sket uafhængigt af dette, men de får samme navn som hovedkrateret med tilføjelse af et stort bogstav. På kort over Månen er det en konvention at identificere dem ved at placere dette bogstav på den side af satellitkraterets midte, som ligger nærmest hovedkrateret. Cantorkrateret har følgende satellitkratere:
| Cantor | Længde  | Bredde   | Diameter |
| ------ | ------- | -------- | -------- |
| C      | 39,5° N | 120,3° Ø | 21 km    |
| T      | 37,9° N | 113,4° Ø | 23 km    |

## Måneatlas
- Billeder af Cantorkrateret i LPI-måneatlasset